# Cartoon Saloon
 (décembre 2023).
Si vous disposez d'ouvrages ou d'articles de référence ou si vous connaissez des sites web de qualité traitant du thème abordé ici, merci de compléter l'article en donnant les références utiles à sa vérifiabilité et en les liant à la section « Notes et références ».
Cartoon Saloon est un studio d'animation et une maison de production irlandaise de films d'animation. Le studio a été fondé en 1999 par Tomm Moore, Nora Twomey, et Paul Young. Il a son siège à Kilkenny en Irlande.

## Filmographie

### Séries animées
- 2007 : Skunk Fu!
- 2015 : Puffin Rock
- 2019 : Dorg Van Dango

### Courts-métrages d'animation
- 2002 : From Darkness
- 2004 : Cúilín Dualach
- 2010 : Old Fangs
- 2023 : Screecher’s Reach (épisode 2 de la saison 2 de Star Wars : Visions)

### Longs-métrages d'animation
- 2009 : Brendan et le Secret de Kells (The Secret of Kells) de Tomm Moore
- 2010 : L'Apprenti Père Noël de Luc Vinciguerra
- 2012 : Jean de la Lune de Stephan Schesch
- 2014 : Le Chant de la mer (Song of the Sea) de Tomm Moore
- 2017 : Parvana, une enfance en Afghanistan (The Breadwinner) de Nora Twomey
- 2020 : Le Peuple loup (WolfWalkers) de Tomm Moore et Ross Stewart
- 2022 : Le Dragon de mon père (My Father's Dragon) de Nora Twomey
- 2024 : La Nuit d'McKenzie (McKenzie and the Moon) de Jonathan del Val et Tomm Moore
- 2025 : La Légende du Clair de Lune (The Moonlight's Apprentice) de Chris Appelhans et Nora Twomey
- 2025 : Mythopole (Mythopolis) de Tomm Moore, Faryn Pearl et Ross Stewart
- TBA : Le Bas Vide (The Empty Stocking) de Fabian Erlinghäuser et Tomm Moore

## Identité visuelle

De 2003 à 2018.
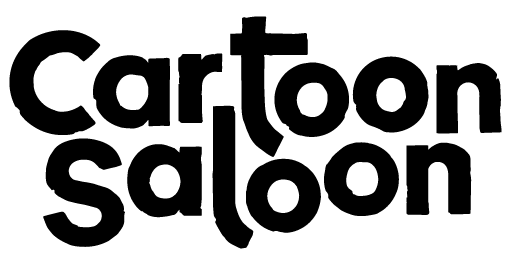
Depuis 2018.